# Hugo Schmitt
Hugo Schmitt, född i Bann, Landkreis Kaiserslautern, i sydvästra delen av det tyska förbundslandet Rheinland-Pfalz död 9 augusti 1977 i Sarasota, på Floridas västkust, USA, var en tysk-amerikansk elefanttränare och cirkusartist vid Cirkus Hagenbeck i Tyskland, och 1947-1971 elephant super intendent vid världens största cirkus, Ringling Bros. and Barnum & Bailey Circus i USA.

## Biografi

### Tyskland
Hugo Schmitt föddes i tyska Rheinland-Pfalz som son till skogshuggaren Peter Schmitt och hans hustru Anna-Maria. Han startade sin karriär som djurskötare vid Hagenbecks djurpark i Hamburg, där han utbildades till djurtränare och domptör av elefanter av den berömda elefanttränaren William Philadelphia, som också turnerat i Sverige med cirkusar. Efter att en tid arbetat som chefsskötare av elefanterna i djurparken blev Schmitt chefstränare vid Cirkus Hagenbeck, ägd av Carl Hagenbecks son Lorenz Hagenbeck och turnerade med cirkusens elefanter i Europa fram till andra världskrigets utbrott. Under 1930-talet gjorde han flera resor till Indien för att välja ut elefanter för import till Europa.
Under vintersäsongen 1936-1937 framförde han för första gången två tränade afrikanska elefanter, vilket skedde i Royal Agricultural Hall i Islington.
1943 bombades Hamburg, med brandbomber av fosfor, och djurparken i Stellingen förstördes mer eller mindre efter ett 90 minuters bombregn, varvid de flesta djuren avled. Familjen Hagenbeck beslutade då att skicka cirkusen med elefanterna till Malmö som ansågs vara säkert med anledning av sin neutralitet.

### Sverige
Hugo Schmitt anlände 1944 till Trolle Rhodins cirkus i stadsdelen Fosie i södra Malmö, med de bästa elefanterna Icky, Karnaudi, Minjak (född på cirkusen), Mutu och Sabu. Kvar i Hamburg blev Schmitts fru Jenny och sönerna Hugh och Manfred.
Med elefanterna kom också Schmitts assistent Axel Gautier, samt Axels syster Ingeborg Gautier (1929-2015) vilken gifte sig med Trolle Rhodin och blev mor till Trolle Louis Rhodin, Carlo Rhodin och Diana Rhodin. Syskonen Gautier var ättlingar till Jean Baptiste Gautier, grundare av cirkusdynastin Gautier, och i Sverige bland annat känd för att han efter att ha anlänt Stockholm från St Petersburg år 1904 visade upp Sveriges första elefant, uppstallad i en barack vid Brunkebergstorg, (möjligen vid nuvarande kvarteret Elefanten) och senare känd för en kalabalik i Skänninge, (elefantupploppet i Skänninge).
I Malmö och under turné i Sverige med Trolle Rhodins Zoo Cirkus utbildades även svensken Gösta Kruse (son till Trolle Rhodins stallmästare Theodor Kruse) som elefantdressör, vilken senare arbetade på Bertram Mills Circus i England och på Circus Pinder i Paris.
Det skulle dock visa sig att elefanterna inte heller i Sverige var helt säkra, för en dag stod att läsa i tidningen att Sveriges regering beslutat att Hagenbecks elefanter skulle beslagtas och säljas som kompensation för krigsskador. Upprörd över detta ledde Hugo Schmitt den 23 februari 1947 ner elefanterna till ett torg i Malmö, och uppmanade en där posterad poliskonstapel att ta hand om elefanterna, varpå elefanterna skall ha förstört skyltfönster, gatubelysning och skrämt förbipasserande fotgängare. Efter att ha misslyckats att tå elefanterna att lugna sig, bönföll den desperata polisen Schmitt att ta med sig elefanterna tillbaka till Trolle Rhodins vinterkvarter på Munkhättegatan, vilket Hugo Schmitt genast verkställde, efter att med tårar i ögonen förklarat för poliskonstapeln att Sveriges regering gjorde ett stort misstag i att sälja elefanterna, att de tränats tillsammans som en grupp, och älskade varandra, och kunde till och med dö, om de skildes från varandra.
Under tiden hade Hagenbecks kontaktat John Ringling North, den dåvarande ägaren av Ringling Bros. and Barnum & Bailey Circus om att överta elefanterna, och John Ringling kom personligen till Malmö för att se gruppen med elefanter, varpå han köpte dem med villkoret att Hugo Schmitt följde med som tränare, ifall hans visum till USA beviljades.
Innan avresan till USA hann Schmitt och hans elefant Karnaudi göra en uppskattad insats för firman Mazettis i Malmö där elefanten under Schmitts ledning flyttade en ångpanna med en vikt på 10 ton.

### USA
Överresan med fartyg till Amerika organiserades och Schmitt och elefanterna anlände till Ringlings cirkus den 20 juni 1947. Schmitt blev nu chef för Ringlings 38 elefanter plus de 5 han medförde från Sverige. Även Axel Gautier medföljde som Schmitts assistent, men först senare under slutet av 1950-talet kom Hugo Schmitts hustru Jenny och sönerna över till USA med det svenska fartyget Stockholm. Ringlings besök på Trolle Rhodins cirkus i Malmö 1947 ledde också till att Trolle Rhodin från 1960-talet arbetade som Ringlings general manager fram till sin pensionering. Han återvände då till Sverige med sin familj och startade tillsammans med sina barn Cirkus Brazil Jack.
Schmitt och hans familj arbetade sedan för Ringling Brothers and Barnum & Bailey Circus fram till 1971, med några avbrott på Mills Bros. Circus 1950-1953, och 1956 när han turnerade med Leonard Bros. Circus. 1963 turnerade han också i Europa med Ringlings Europaturné, med en grupp elefanter från Circus Chipperfield i England. Schmitt köpte också sin egen elefant Targa 1955, vilken ärvdes av hans son Roman Schmitt.
Hugo Schmitt sägs vara omnämnd i the Guinness Rekordbok med ett rekord av 55 elefanter i manegen.[källa behövs]
Han har av cirkushistorikern och elefanttränaren Bill Woodcock rankats som Amerikas bästa elefanttränare:
| ”                                                                  | There are two fine trainers in the U.S. today, Mac MacDonald and Hugo Schmitt. In comparison, the balance are a sorry lot. It is my opinion that Schmitt is by far the best elephant trainer ever employed by the Ringling Show. | „ |
| – A portion of a letter from Bill Woodcock (1/8/61) to Chappie Fox | |   |

Hugo Schmitt avled i cancer i Sarasota 1977.